# Allotrichoma tuareg
Allotrichoma tuareg är en tvåvingeart som beskrevs av Giordani Soika 1956. Allotrichoma tuareg ingår i släktet Allotrichoma och familjen vattenflugor.
Artens utbredningsområde är Algeriet. Inga underarter finns listade i Catalogue of Life.